# Marshall County, Iowa
Marshall County är ett administrativt område i delstaten Iowa, USA, med 40 648 invånare. Den administrativa huvudorten (county seat) är Marshalltown. 

## Geografi
Enligt United States Census Bureau har countyt en total area på 1 484 km². 1 482 km² av den arean är land och 2 km² är vatten.

### Angränsande countyn
- Hardin County - nordväst
- Grundy County - nordost
- Tama County - öst
- Jasper County - söder
- Story County - väst

### Orter
- Albion
- Clemons
- Ferguson
- Gilman
- Haverhill
- Laurel
- Le Grand (delvis i Tama County)
- Liscomb
- Marshalltown (huvudort)
- Melbourne
- Rhodes
- St. Anthony
- State Center